# Sarah Lavin
Sarah Kate Lavin (28 de abril de 1994) es una deportista irlandesa que compite en atletismo, especialista en las carreras de vallas.
En los Juegos Europeos de Cracovia 2023 consiguió una medalla de bronce en la prueba de 100 m vallas.
Fue la abanderada de Irlanda en la ceremonia de apertura de los Juegos Olímpicos de París 2024 junto con el golfista Shane Lowry.

## Palmarés internacional
| Juegos Europeos | Juegos Europeos   | Juegos Europeos   | Juegos Europeos |
| Año             | Lugar             | Medalla           | Prueba          |
| --------------- | ----------------- | ----------------- | --------------- |
| 2023            | Chorzów (Polonia) | Medalla de bronce | 100 m vallas    |